# Tommaso (film 2016)
Tommaso è un film del 2016, scritto, diretto e interpretato da Kim Rossi Stuart.
La pellicola è stata presentata, fuori concorso, alla 73ª Mostra internazionale d'arte cinematografica di Venezia.

## Trama
Dopo una lunga relazione, Tommaso riesce a farsi lasciare da Chiara, la sua compagna. Ora ad attenderlo pensa ci sia una sconfinata libertà e innumerevoli avventure. È un attore giovane, bello, gentile e romantico ma oscilla perennemente tra slanci e resistenze e presto si rende conto di essere libero solo di ripetere sempre lo stesso copione: insomma è una "bomba innescata" sulla strada delle donne che incontra. Le sue relazioni finiscono dolorosamente sempre nello stesso modo, tra inconfessabili pensieri e paure paralizzanti. Questa sua coazione a ripetere finalmente s'interrompe e intorno a sé si genera un vuoto assoluto. Tommaso ora è solo e non ha più scampo: deve affrontare quel momento del suo passato in cui tutto si è fermato.

## Promozione
Il 28 luglio 2016 la 01 Distribution pubblica sul suo canale YouTube una clip del film che mostra il rapporto fra i personaggi di Kim Rossi Stuart e Jasmine Trinca. Il 2 agosto 2016 è diffuso il poster del film. Il 5 agosto successivo, esce il trailer.

## Distribuzione
La pellicola esce nelle sale l'8 settembre 2016, distribuita da 01 Distribution.